# Südafrikanische Cricket-Nationalmannschaft in Sri Lanka in der Saison 2004
Die Tour der südafrikanischen Cricket-Nationalmannschaft nach Sri Lanka in der Saison 2004 fand vom 4. bis zum 31. August 2004 statt. Die internationale Cricket-Tour war Bestandteil der Internationalen Cricket-Saison 2004 und umfasste zwei Tests und fünf ODIs. Sri Lanka gewann die Test-Serie 1–0 und die ODI-Serie 5–0.

## Vorgeschichte
Sri Lanka spielte zuvor beim Asia Cup 2004, für Südafrika war es die erste Tour der Saison.
Das letzte Aufeinandertreffen der beiden Mannschaften bei einer Tour fand in der Saison 2002/03 in Südafrika statt.

## Stadien
Die folgenden Stadien wurden für die Tour als Austragungsort vorgesehen und am 14. Mai 2004 bekanntgegeben.
| Stadion                                | Stadt    | Kapazität | Spiele          |
| -------------------------------------- | -------- | --------- | --------------- |
| R. Premadasa Stadium (RPS)             | Colombo  | 35.000    | 1. & 2. ODI     |
| Sinhalese Sports Club Ground (SSC)     | Colombo  | 10.000    | 2. Test; 5. ODI |
| Rangiri Dambulla International Stadium | Dambulla | 16.800    | 3. & 4. ODI     |
| Galle International Stadium            | Galle    | 35.000    | 1. Test         |

## Kaderlisten
Südafrika benannte seinen Kader am 30. Juni 2004.
Sri Lanka benannte seinen Test-Kader am 1. August 2004.
| Test | Test | ODI | ODI |
| Sri Lanka | Südafrika | Sri Lanka | Südafrika |
| --- | --- | --- | --- |
| - Marvan Atapattu (K) - Upul Chandana - Tillakaratne Dilshan - Rangana Herath - Sanath Jayasuriya - Mahela Jayawardene - Romesh Kaluwitharana (wk) - Farveez Maharoof - Lasith Malinga - Muttiah Muralitharan - Thilan Samaraweera - Kumar Sangakkara - Chaminda Vaas | - Graeme Smith (K) - Nico Boje - Mark Boucher (wk) - Boeta Dippenaar - Herschelle Gibbs - Nantie Hayward - Jacques Kallis - Lance Klusener - Makhaya Ntini - Shaun Pollock - Jacques Rudolph - Martin van Jaarsveld | - Marvan Atapattu (K) - Mahela Jayawardene (VK) - Upul Chandana - Tillakaratne Dilshan - Dilhara Fernando - Avishka Gunawardene - Rangana Herath - Saman Jayantha - Sanath Jayasuriya - Kauchal Lokuarachchi - Farveez Maharoof - Lasith Malinga - Kumar Sangakkara (wk) - Chaminda Vaas - Nuwan Zoysa | - Graeme Smith (K) - Nico Boje - Mark Boucher (wk) - Alan Dawson - Jean-Paul Duminy - Herschelle Gibbs - Jacques Kallis - Lance Klusener - Charl Langeveldt - Makhaya Ntini - Robin Peterson - Shaun Pollock - Jacques Rudolph |

## Tour Matches
| 30. Juli – 1. August Scorecard | Colombo (CCC) | Sri Lanka Board President's XI 251 (79.4) & 286-3d (73) | – | South Afrikans 226 (67.4) & 129-2 (30) |
|                                |               | Remis                                                   |   |                                        |

| 18. August Scorecard | Moratuwa | Sri Lanka Board President's XI | – | South Afrikans |
|                      |          | Abgesagt                       |   |                |

## Tests

### Erster Test in Galle
| 4. – 8. August Scorecard | Galle | Sri Lanka 486 (145.4) & 214-9d (67) | – | Südafrika 376 (139.4) & 203-3 (90) |
|                          |       | Remis                               |   |                                    |

### Zweiter Test in Colombo
| 11. – 15. August Scorecard | Colombo (SSC) | Sri Lanka 470 (142.3) & 211-4d (55) | – | Südafrika 189 (69.1) & 179 (67) |
|                            |               | Sri Lanka gewinnt mit 313 Runs      |   |                                 |

## One-Day Internationals

### Erstes ODI in Colombo
| 20. August Scorecard | Colombo (RPS) | Südafrika 263-9 (50)            | – | Sri Lanka 265-7 (49) |
|                      |               | Sri Lanka gewinnt mit 3 Wickets |   |                      |

### Zweites ODI in Colombo
| 22. August Scorecard | Colombo (RPS) | Sri Lanka 213-9 (50)          | – | Südafrika 176 (48.5) |
|                      |               | Sri Lanka gewinnt mit 37 Runs |   |                      |

### Drittes ODI in Dambulla
| 25. August Scorecard | Dambulla | Südafrika 191 (50)              | – | Sri Lanka 192-6 (47.4) |
|                      |          | Sri Lanka gewinnt mit 4 Wickets |   |                        |

### Viertes ODI in Dambulla
| 28. August Scorecard | Dambulla | Südafrika 235-7 (50)            | – | Sri Lanka 236-3 (46.1) |
|                      |          | Sri Lanka gewinnt mit 7 Wickets |   |                        |

### Fünftes ODI in Colombo
| 31. August Scorecard | Colombo (SSC) | Sri Lanka 308-8 (50)          | – | Südafrika 259 (48.1) |
|                      |               | Sri Lanka gewinnt mit 49 Runs |   |                      |

## Statistiken
Die folgenden Cricketstatistiken wurden bei dieser Tour erzielt.
| Tests                | Tests      | Tests   | Tests   | Tests   | Tests   | Tests   | Tests   | Tests   |
| Batting              | Batting    | Batting | Batting | Batting | Batting | Batting | Batting | Batting |
| Spieler              | Mannschaft | Spiele  | Innings | Runs    | Average | HS      | 100s    | 50s     |
| -------------------- | ---------- | ------- | ------- | ------- | ------- | ------- | ------- | ------- |
| Kumar Sangakkara     | Sri Lanka  | 2       | 4       | 367     | 91,75   | 232     | 1       | 2       |
| Mahela Jayawardene   | Sri Lanka  | 2       | 4       | 327     | 81,75   | 237     | 1       | 1       |
| Graeme Smith         | Südafrika  | 2       | 4       | 179     | 44,75   | 74      | 0       | 2       |
| Sanath Jayasuriya    | Sri Lanka  | 2       | 4       | 148     | 37,00   | 74      | 0       | 1       |
| Boeta Dippenaar      | Südafrika  | 2       | 4       | 141     | 47,00   | 59*     | 0       | 1       |
| Bowling              |            |         |         |         |         |         |         |         |
| Spieler              | Mannschaft | Spiele  | Overs   | Wickets | Average | BBI     | 5W      | 10W     |
| Shaun Pollock        | Südafrika  | 2       | 73      | 10      | 19,40   | 4/48    | 0       | 0       |
| Nicky Boje           | Südafrika  | 2       | 121.3   | 10      | 41,90   | 5/88    | 1       | 0       |
| Chaminda Vaas        | Sri Lanka  | 2       | 60      | 9       | 12,11   | 6/29    | 1       | 0       |
| Sanath Jayasuriya    | Sri Lanka  | 2       | 65.1    | 7       | 18,00   | 5/34    | 1       | 0       |
| Muttiah Muralitharan | Sri Lanka  | 1       | 66.4    | 5       | 33,40   | 4/130   | 0       | 0       |

| ODIs                 | ODIs       | ODIs    | ODIs    | ODIs    | ODIs    | ODIs    | ODIs    | ODIs    |
| Batting              | Batting    | Batting | Batting | Batting | Batting | Batting | Batting | Batting |
| Spieler              | Mannschaft | Spiele  | Innings | Runs    | Average | HS      | 100s    | 50s     |
| -------------------- | ---------- | ------- | ------- | ------- | ------- | ------- | ------- | ------- |
| Kumar Sangakkara     | Sri Lanka  | 5       | 5       | 247     | 61,75   | 74*     | 0       | 3       |
| Jacques Kallis       | Südafrika  | 5       | 5       | 234     | 46,80   | 101     | 1       | 2       |
| Marvan Atapattu      | Sri Lanka  | 3       | 3       | 187     | 93,50   | 97*     | 0       | 2       |
| Shaun Pollock        | Südafrika  | 5       | 5       | 161     | 40,25   | 54      | 0       | 2       |
| Graeme Smith         | Südafrika  | 5       | 5       | 139     | 27,80   | 46      | 0       | 0       |
| Bowling              |            |         |         |         |         |         |         |         |
| Spieler              | Mannschaft | Spiele  | Overs   | Wickets | Average | BBI     | 5W      | 10W     |
| Upul Chandana        | Sri Lanka  | 5       | 35.1    | 8       | 21,87   | 5/61    | 1       | 0       |
| Tillakaratne Dilshan | Sri Lanka  | 5       | 37.4    | 8       | 26,12   | 4/52    | 0       | 0       |
| Nuwan Zoysa          | Sri Lanka  | 4       | 28      | 7       | 14,85   | 5/26    | 1       | 0       |
| Kaushal Lokuarachchi | Sri Lanka  | 5       | 37      | 6       | 24,66   | 2/23    | 0       | 0       |
| Chaminda Vaas        | Sri Lanka  | 3       | 23      | 5       | 15,20   | 4/33    | 0       | 0       |
| Shaun Pollock        | Südafrika  | 5       | 46.1    | 5       | 37,20   | 2/58    | 0       | 0       |
| Makhaya Ntini        | Südafrika  | 5       | 37      | 5       | 37,40   | 2/46    | 0       | 0       |
| Lance Klusener       | Südafrika  | 5       | 39      | 5       | 38,80   | 2/36    | 0       | 0       |

## Player of the Series
Als Player of the Series wurden die folgenden Spieler ausgezeichnet.
| Serie | Player of the Series |
| ----- | -------------------- |
| Test  | Chaminda Vaas        |
| ODI   | Kumar Sangakkara     |

### Player of the Match
Als Player of the Match wurden die folgenden Spieler ausgezeichnet.
| Spiel   | Player of the Match |
| ------- | ------------------- |
| 1. Test | Mahela Jayawardene  |
| 2. Test | Kumar Sangakkara    |
| 1. ODI  | Chaminda Vaas       |
| 2. ODI  | Nuwan Zoysa         |
| 3. ODI  | Marvan Atapattu     |
| 4. ODI  | Kumar Sangakkara    |
| 5. ODI  | Upul Chandana       |